# Zoë Claire Miller
Zoë Claire Miller (* 1984 in Boston, Massachusetts) ist eine US-amerikanische Künstlerin in Berlin.

## Leben
An der Kunstakademie Karlsruhe sowie an der UdK Berlin studierte Zoë Claire Miller Bildhauerei. In Karlsruhe studierte sie in der Klasse von John Bock und schloss das Studium im Jahr 2010 ab. Darüber hinaus war sie auch an der Universität Heidelberg eingeschrieben, in den Fächern Romanistik, Philosophie und Ethnologie. In der Zeit von 2010 bis 2014 war sie aktiv als Organisatorin und Kuratorin von zwei Projekträumen in Berlin, Galerie Europa and Salon Mutlu.

## Werk & Ausstellungen
Zoë Miller ist vor allem bekannt für figurative Keramik-Plastiken. Diese stellen oft Lebewesen dar, Menschen und Tiere sowie menschliche Körperteile. Emblematisch für Millers Werk ist die Plastik „Reproductive Justice (in Lavender)“, die die weiblichen Reproduktionsorgane Uterus und Eileiter darstellt. Allerdings führen die dargestellten Eileiter nicht zu Eierstöcken, sondern zu Waagschalen, sodass die ganze Plastik wie eine Waage anmutet – dem Symbol der juristischen Gerechtigkeit. Die übergeordneten Themen der Kunst von Zoë Miller sind weibliche Identität und weibliche Körperlichkeit und gehören somit zum sogenannten Dritte-Welle-Feminismus.
Miller wirkte an zahlreichen internationalen Gruppenausstellungen mit, unter anderem an der Moscow Biennale for Young Art, 2016. Als die Lagerhalle am Postfuhramt Schöneberg als Ort für Kunstausstellungen genutzt wurde, war Miller beteiligt an der Gruppenausstellung Konkrete Utopien, 2015. 2018 zeigte Miller Werke in mehreren Gruppenausstellungen, die in etablierten Institutionen und Kunsthäusern stattfanden. So zum Beispiel bei den Schauen The Female Gaze im Kunsthaus Erfurt und Mess with Your Values im Neuen Berliner Kunstverein. 2019 war sie beteiligt bei der Ausstellung Pari-passu Ainex Estate: Debits and Credits in der Wiener Art Foundation. 2020 fand eine Doppelschau von Zoë Miller und Nadira Husain mit dem Titel Bastard Magical Pragmatism in der PSM Gallery in Berlin statt. In der TAZ wurde die Schau für ihre  „ästhetische[n] Hierarchiebrüche“ gelobt. Die Webseite gallerytalk.net widmete der Ausstellung eine umfangreiche Rezension und beschrieb sie als „ein[en] spielerische[n] Dialog beider Künstlerinnen, die sich mit Körperlichkeiten und struktureller Benachteiligung auseinandersetzen.“

## Projekte & Verbandsarbeit
In der Berliner Kunstszene ist Miller vor allem aufgrund ihrer Projekte und Verbandsarbeit bekannt. 2013 gehörte sie gemeinsam mit Sophie Jung und Alicia Reuter zu den Initiatorinnen von „Berlin Art Prize“ e.V., ein von Institutionen und Galerien unabhängiger Verein, gefördert vom Hauptstadtkulturfonds, der junge Kunst aus Berlin prämiert. Von 2016 bis 2024 war Zoë Miller tätig im Vorstand des Berufsverband Bildender Künstler*innen Berlin.
Ein weiteres Projekt, das Miller in Berlin initiierte, ist die Society for Matriarchal World Domination (TSFMWD), die ein umfassendes Matriarchat als zukünftige Gesellschaftsordnung fordert. Zu den Mitstreiterinnen gehören unter anderem Peaches, Gabriele Stötzer, Julieta Aranda, Aisha Franz, Bini Adamczak und Zuzanna Czebatul. Das Projekt ist inspiriert von der italienischen Kunstkritikerin und Aktivistin Carla Lonzi. Jeweils zwei Künstlerinnen gestalteten im Sommer 2019 „humoristisch“ angedachte Plakate mit feministischen Botschaften und hängten sie nachts in der Stadt auf.
Im April 2024 äußerte sie sich besorgt über die Kunstfreiheit in Deutschland, nachdem Künstlern und künstlerischen Darstellungen mit diversen antisemitischen Stereotypen im Zusammenhang mit dem Krieg in Israel und Gaza die öffentliche Plattform entzogen wurden. Zudem äußerte sie sich besorgt, dass „rechtsgerichtete Blogs, Medien oder Social-Media-Nutzer" versuchen würden, in den Social-Media-Accounts von Künstlern "etwas zu finden, das skandalisiert werden kann“. Sie schloss sich einem Aufruf an, Israel von der Kunstbiennale Venedig 2024 auszuschließen.

## Preise
Die Akademie der Künste Berlin zeichnete Zoë Claire Miller mit dem Will-Grohmann-Preis 2021 aus.